# E85 (brandstof)
E85 is een alcoholbrandstofmix van 85% gedenatureerde ethanol met 15% benzine. Naast de ethanol en benzine bevat de brandstof ook nog vaak kleine hoeveelheden MTBE en isobutanol voor een betere verbranding en of motoronderhoud. De genoemde percentages zijn volumepercentages.
De ethanol wordt verkregen uit planten en wordt daarom ook wel bio-ethanol genoemd. Door het gebruik van planten is de brandstof meer CO2-neutraal.
Deze brandstof wordt gebruikt in Brazilië, Zweden, Frankrijk en het midwesten van de Verenigde Staten, waar de ethanol uit maïs wordt verkregen. In Frankrijk levert ongeveer 30% van de tankstations E85, ofwel ongeveer 2.725 stations, en het aantal geïnstalleerde flex-fuelkits is in 2021 verdubbeld tot 30.000 kits ten opzichte van het voorgaande jaar.  Ook de race-industrie maakt gebruik van E85 als brandstof, omdat ethanol een hogere klopvastheid heeft dan normale benzine. Daardoor kan de brandstof een hogere compressie aan, zonder dat de brandstof uit zichzelf ontbrandt zoals bij een dieselmotor.
Het nadeel van ethanol als brandstof is dat het sterk polair is en dus water aantrekt. Dit heeft ook tot gevolg dat het niet geschikt is voor mengsmering.